# Calcutta (film 1969)
Calcutta è un documentario francese del 1969 su Calcutta, diretto da Louis Malle. Partecipò al Festival di Cannes 1969.